# Transpilator
Transpilator (także transkompilator) – rodzaj kompilatora, który przetwarza kod źródłowy programu napisanego w języku programowania na równoważny kod w innym języku programowania (lub w tym samym języku, ale w innym wariancie). Transpilator różni się tym od typowego kompilatora, że zarówno wejściowy, jak i wynikowy kod operuje w przybliżeniu na tym samym poziomie abstrakcji, podczas gdy tradycyjny kompilator tłumaczy z języka programowania wyższego poziomu na język programowania niższego poziomu. Inaczej niż w typowych kompilatorach, po transpilacji wynikowy kod może być nadal czytelny dla człowieka (o ile nie został dodatkowo poddany minifikacji). 

## Rodzaje transpilacji
Przykładem transpilacji może być przetworzenie programu napisanego w Pythonie na JavaScript, podczas gdy tradycyjny kompilator tłumaczy z języka takiego jak C na asembler lub Java na bytecode. Przetwarzanie z jednego języka na drugi może być używane np. w wypadku przenoszenia bibliotek na inny język lub tworzenia kodu w lepiej znanym środowisku. Istnieją również języki jak TypeScript, dla których transpilacja jest naturalnym procesem, ponieważ TS został zaprojektowany tak, żeby był przetwarzany i uruchamiany jako JavaScript. 
Innym celem transpilacji jest tłumaczenie kodu napisanego dla starszej wersji języka na nowszy (na przykład tłumaczenie kodu pisanego w Python 2 na Python 3). Narzędzie przeprowadzi automatyczną refaktoryzację kodu, co ma ułatwić i przyśpieszyć proces przejścia na nową wersję. Wynikowy kod nie musi być jednak gotowy do bezpośredniego użycia (może wymagać ręcznych zmian).
Często spotykany jest również odwrotny proces – przetwarzanie kodu z nowszej wersji języka na język zgodny ze starszą wersją. Jest to szczególnie popularne w sytuacji, gdy osoba tworząca kod nie ma wpływu na środowisko uruchomieniowe. Tak jest w przypadku tworzenia kodu dla przeglądarek internetowych, stąd popularność kompilatorów takich jak Babel przetwarzających ECMAScript 6 na wersję 5.

## Mapowanie źródeł
Transkompilatory mogą albo utrzymywać strukturę kodu przetłumaczonego jak najbliżej kodu źródłowego, aby ułatwić testowanie i debugowanie oryginalnego kodu źródłowego, lub mogą zmieniać strukturę oryginalnego kodu tak bardzo, że przetłumaczony kod nie wygląda jak kod źródłowy. 
Istnieją jednak standardy i narzędzia, które mapują transpilowany kod źródłowy z powrotem na kod oryginalny. Przykładem może być standard JavaScript Source Map, który specyfikuje jak mapować kod JavaScript tak, żeby narzędzia w przeglądarce internetowej mogły pokazać oryginalny kod przy debugowaniu.

## Lista transpilatorów
Poniżej znajduje się lista transpilatorów, które transformują jeden język w drugi. Część z nich stanowi jedynie asystę przy migracji (np. Swiftify). Inne stawiają sobie za cel przetworzenie każdego kodu na ekwiwalent w innym języku (np. CoffeeScript). W wypadku tych drugich kod można tworzyć w jednym języku i za każdym razem budować aplikację do uruchomienia w innym języku.  
| Nazwa                  | Język źródłowy | Język docelowy    | Komentarz |
| ---------------------- | -------------- | ----------------- | --- |
| Cfront                 | C++            | C                 | |
| HipHop dla PHP (HPHPc) | PHP            | C++               | |
| CoffeeScript           | CoffeeScript   | JavaScript        | Jeden z pierwszych sztucznych języków, które zawsze są przetwarzane. Udostępniał on bardziej typowy system klas niż ówczesny JS, ale także kompletnie nowe konstrukcje. Wszystko z założenia miało być przetwarzane na JS i uruchamiane jako JS.               |
| TypeScript             | TypeScript     | JavaScript        | TS również w pełni kompiluje się do JS. Cechą charakterystyczną jest to, że TS jest nadzbiorem JS i wygląda podobnie do składni JS z wersji ES6. |
| ClojureScript          | Clojure        | JavaScript        | |
| JSweet                 | Java           | TypeScript        | |
| Swiftify               | Objective-C    | Swift             | Swiftify to internetowe narzędzie do konwersji z Objective-C na Swift. Pomaga programistom, którzy migrują całość lub część swojej bazy kodów iOS do Swift. Konwersja ma na celu przede wszystkim konwersję składni między Objective-C i Swift.                |
| J2ObjC                 | Java           | Objective-C       | |
| Emscripten             | C/C++          | JavaScript (Wasm) | Ma umożliwiać uruchamianie kodu pisanego w C / C ++ w przeglądarce. Twórcy twierdzą, że dowolny przenośny kod może zostać skompilowany do JS. |
| c2go                   | C              | Go                | Przed wydaniem 1.5 kompilator Go został napisany w C. Opracowano automatyczny translator do automatycznej konwersji bazy kodu kompilatora z C na Go. Od Go 1.5 „kompilator i środowisko wykonawcze są teraz zaimplementowane w wersji Go i asemblerze, bez C”. |
| Google Web Toolkit     | Java           | JavaScript        | GWT ma tworzyć kod, który można uruchomić w przeglądarce, ale możliwe do użycia konstrukcje z Javy są tutaj ograniczone w porównaniu do normalnego kodu Java.                                                                                                  |
| Js_of_ocaml            | OCaml          | JavaScript        | |

| Narzędzie   | Język źródłowy | Język docelowy | Komentarze |
| ----------- | -------------- | -------------- | --- |
| Babel       | ES6+ (JS)      | ES5            | Babel ma na celu zmianę kodu z nowszej wersji na starszą do uruchomienia w starszych przeglądarkach. Zmienia głównie składnię, ale również dodaje implementacje nowych funkcji (tzw. polyfill). |
| Skrypt 2to3 | Python 2       | Python 3       | 2to3 robi wszystko, co w jego mocy w zakresie automatyzacji procesu tłumaczenia, często konieczne są dalsze ręczne korekty.                                                                     |